# Сборочная единица
Сборочная единица — не окончательное изделие, состоящее из нескольких деталей, соединяемых в процессе его изготовления между собой в одну общую конструкцию при помощи различного вида сборочных операций (свинчивания, сочленения, клёпки, сварки, пайки, опрессовки, развальцовки, склеивания, сшивания, укладки, и т. п.), как, например, микромодуль, редуктор, водопроводный вентиль и т. п.
К сборочным единицам также относятся:
а) составные части готового изделия, которые перед отправкой заказчику разбираются предприятием-изготовителем на составные части для удобства упаковки и транспортирования;
б) совокупность сборочных единиц и (или) деталей, имеющих общее функциональное назначение и совместно устанавливаемых на предприятии-изготовителе в другой сборочной единице, например: электрооборудование станка, автомобиля, самолёта; комплект составных частей врезного замка (замок, запорная планка, ключи);
в) совокупность сборочных единиц и (или) деталей, имеющих общее функциональное назначение, совместно уложенных на предприятии-изготовителе в укладочные средства (футляр, коробку и т. п.), которые предусмотрено использовать вместе с уложенными в них изделиями, например: готовальня, комплект концевых плоскопараллельных мер длины.